# 게카르키누쿠스상과
게카르키누쿠스상과(Gecarcinucoidea)는 십각목에 속하는 게 상과의 하나이다. 민물에서 산다. 일부 저자들이 "데케니아과(Deckeniidae)", 순다텔푸사과(Sundathelphusidae)"를 인정하는 등 다양한 방법으로 분류하였으나 현재는 게카르키누쿠스과와 파라텔푸사과의 2개 과만을 인정하고 있다.

## 하위 분류
- 게카르키누쿠스과 (Gecarcinucidae) Rathbun, 1904
- 파라텔푸사과 (Parathelphusidae) Alcock, 1910